# Rubí (telenovela 2004)
Rubí è una telenovela messicana prodotta da José Alberto Castro e trasmessa su Las Estrellas dal 17 maggio al 22 ottobre 2004. È basato su un fumetto di Yolanda Vargas Dulché del 1963 che è stato ripreso più volte.

## Storia
Rubí è una bella ragazza che vive con sua madre Raphaëlle e sua sorella Christina. Sua madre è una donna riservata, laboriosa e tradizionale e il suo unico desiderio è quello di vedere le sue figlie vivere una vita semplice e tranquilla. Ama entrambe le sue figlie, ma si sente più vicina a Christina.
Rubí è stata viziata da suo padre nella sua infanzia ed è abituata ad ottenere sempre ciò che vuole. Dalla sua morte, Rubí non può più accettare la situazione finanziaria catastrofica in cui si trova la sua famiglia. Ma sua madre e sua sorella fanno del loro meglio per renderle la vita più facile. Christina, che lavora giorno e notte, mantiene la famiglia. Grazie a questo afflusso di fondi, Rubí riceve una borsa di studio per continuare i suoi studi in un'università privata. Ora ha un solo obiettivo: diventare una donna ricca e invidiata.
All'università, fa amicizia con Maribel de la Fuente, una ragazza carina e, soprattutto, molto ricca. Quest'ultima ha perso l'uso della gamba sinistra dopo un incidente stradale in cui è morta sua madre. Vive con suo padre, Arthur, e la sua governante, Paula, che la sorveglia perché non si fida di Rubí. Maribel crede di aver trovato in Rubí più di un'amica, una sorella. Non vede che Rubí è una giovane donna venale e calcolatrice.
A causa della sua disabilità, Maribel è una ragazza timida che manca di fiducia in se stessa. Incontra un uomo chiamato Hector su internet. Hector è bello, brillante, ricco e appassionato e un architetto di talento. Nel corso dei mesi, sono diventati più che amici.
Hector, deciso a incontrare Maribel, viene a Città del Messico con il suo migliore amico Alejandro Cardenas, un giovane chirurgo ortopedico. È un uomo sicuro di sé, determinato e intelligente. Tra lui e Rubí è amore a prima vista. Più tardi, Rubí apprende dal padre di Maribel che Alejandro non è ricco, il che non rientra nei suoi piani per il futuro. Rubí decide di realizzare il suo sogno di ricchezza e, nonostante i suoi forti sentimenti, si separa da Alejandro.
Poi seduce Hector, che nel frattempo si è fidanzato con Maribel. Il giorno del loro matrimonio, Hector abbandona Maribel davanti all'altare e fugge a Cancun con Rubí la quale, però, non può dimenticare i suoi sentimenti per Alejandro.
Dopo alcuni anni ritornano a Città del Messico. Alejandro è ora un chirurgo rispettato con buoni guadagni, al che Rubí cerca di riconquistarlo.
Nel corso della trama, scopriamo la sofferenza di Rubí e il costante avanti e indietro tra tutte le parti.

## Premi
- TVyNovelas Awards 2004, Messico: 7 premi, tra cui miglior telenovela e miglior attrice protagonista.[2]
- Les Gérard de la télévision 2006, Francia: nomination per Worst Murder-Inducing Broadcast.[3]
- TP de Oro 2011, Spagna: Nomination per la migliore telenovela.[4]